# Mount Trenque Lauquen
Mount Trenque Lauquen är en bergstopp i Antarktis. Den ligger i Västantarktis. Argentina, Chile och Storbritannien gör anspråk på området. Toppen på Mount Trenque Lauquen är 760 meter över havet, eller 11 meter över den omgivande terrängen. Bredden vid basen är 4,6 km. Trenque Lauquen ingår i Cordón Martín Fierro.
Terrängen runt Mount Trenque Lauquen är kuperad åt nordost, men åt sydväst är den platt. Trakten är obefolkad. Det finns inga samhällen i närheten.